# ステファヌ・マラルメ
ステファヌ・マラルメ（Stéphane Mallarmé, 1842年3月18日 - 1898年9月9日）は、アルチュール・ランボーと並ぶ19世紀フランス象徴派の代表的詩人。代表作に『半獣神の午後』『パージュ』『詩集』『骰子一擲』（とうしいってき、『サイコロの一振り』とも）、評論集『ディヴァガシオン』など。

## 生涯と詩作
パリに生まれる。本名エティエンヌ・マラルメ（Étienne Mallarmé、フランス語の男子名でStéphaneはÉtienneの異形である）。若いうちにユーゴーらのロマン派の影響を受けて詩作を始め、ボードレールの作風やアメリカの詩人・作家のエドガー・アラン・ポーの『詩の原理』をもとに創った詩が文壇に知られるようになる。第三共和政下パリで、コンドルセ中学の教師として英語を教える傍ら、生涯にわたって詩の可能性を探り、難解な詩や批評を書き綴った。
初期詩篇と呼ばれる1860年代前半までの詩はボードレールの問題系である「理想と現実の差異への葛藤と苦しみ」が、その後は「詩が書けないこと」そのものを主たるテーマにおいている。マラルメがある時期から生涯を通じて目指していたのは、詩を創作する上で生じる「偶然」を排した完全・完璧な美しい詩を書くことであった。その並外れた困難さゆえに、極度の詩作の不毛に悩まされた。それこそが後に着想される「作品」Œuvreである。彼の詩集に収められた詩は、幾つかの例外を除いて、ほとんどがこの「作品」（更なる後に「書物」Livreに置き換わる）の制作過程の副産物であったとも考えられる。
1866年、その「作品」の重要な位置を担うはずの『エロディヤード』（古序曲）を書き進めていくうちに「形而上学的危機」（友人に宛てた手紙の中で「幸いにも私は完全に死んだ」との文言を書き記すが、これがモーリス・ブランショの思索に強く影響を与える）と呼ばれる精神状態をもたらす。この世の一切が虚無であることに遭遇し、キリスト教における神の死を悟り、ロゴスとコギトが解体され、存在の根拠を失う。しかし詩の根源的なあり方へとその思索と魂の探求を深めていくなかで、詩人は「美」Beauを発見し、それを詩と宇宙の中心原理とする。
このころ執筆された『イジチュール』は、文法も意味も極限まで拡散された最たるものであるが、かなり判別できない文法を辛うじて読み進めると、書く行為（エクリチュール）が人間存在の根底に関わっている所作であることの物語として読める。この体験を契機とし、マラルメはフランス文学史上（あるいは世界文学史上）、初めて詩と人間の根源について問いを立て、それを体系的に提示し（あるいは提示しようとし）、今でも多くの示唆を我々に与えている。
1870年代に入ると、地方の中学を転々と赴任していたマラルメはパリへと赴き、英語教師の職を再び得て、積極的にジャーナリズム活動を始める。1873年ごろ、画家のマネと知り合い、1874年にポーの『大鴉』の散文訳、1876年『半獣神の午後』の挿絵で豪華本のコラボレーションを行う。この作品にインスピレーションを受けてドビュッシーが『牧神の午後への前奏曲』を作曲した。
1880年代以降の後期詩篇は、主に詩にまつわるさまざまな精神的事象を、詩そのもので説明するメタポエムが多い。
最晩年、『コスモポリス』誌に『骰子一擲』を発表。これは「詩と偶然」について扱われたものだが、さまざまに異なる書体や文字の大きさを用い、それまでの西洋詩のもつ諸概念を根本的に覆した。「賽（サイコロ）の一振りは決して偶然を排さないだろう」"UN COUP DE DÉS JAMAIS N'ABOLIRA LE HASARD"という軸になる一文と、それにまつわる複数の挿入節の文章で構成されている。詩の内容のみならず、その視覚的形態はいまなお革新的で斬新である。
次に『エロディヤードの婚礼』の執筆に着手したが、1898年、咽喉痙攣によって窒息し急逝、未完作となった。

## 詩と思索
マラルメの詩と思索は難解さをもって世に知られる。詩作初期からその傾向があったが、前述の危機以降、それはますます強くなる。文法が一般的なフランス語法から乖離していることもその一因である。それは詩に留まらず、後期の散文にも当てはまる。マラルメが好んで難解さを求めたこと、物事を仄めかすことによって何かを伝えることを目的としたこと、文法よりも詩的リズムを重視したことなどが理由として挙げられる。
彼の思索は、その文学中心主義に特徴がある。「世界は一冊の書物に至るために作られている」という彼自身の言葉がそれを表している。後に『ディヴァガシオン』（1897年）に収められるさまざまな分野にまたがる評論・批評（バレエ、音楽、絵画、あるいは政治事件など）は、常に文学の問題へと収斂されていく。例えばバレエを「身体で描くエクリチュール（文字、書く行為）」ととらえて表現した有名なことばなどは、20世紀の舞踊論に大きな影響を与えたが、芸術の表象が記号として機能していることを早くに喝破した。
そしてそのように、文学にまつわるあらゆる事象を読解するその視線は、いまなお多くの可能性を含んでいる。

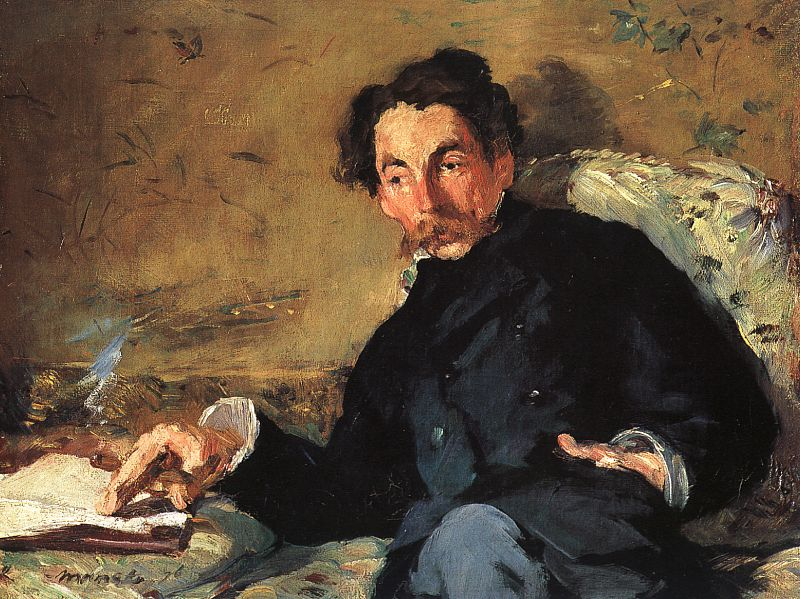
マネ ステファヌ・マラルメの肖像（1876年）

## 交友関係
マラルメはマネをはじめ、諸芸術家とたいへん親交が深かったことでも有名である。ローマ街（パリ17区ローム通り (Rue de Rome) 87番地（現89番地））にある自宅で開かれた「火曜会」と呼ばれる会合には、数えればキリがないものの、画家のモネ、ルノワール、そしてドガなどの印象派をはじめゴーギャンやドニ、ホイッスラー、詩人のヴェルレーヌ、ヴァレリー、作家のオスカー・ワイルド、アンドレ・ジッド、作曲家のドビュッシーなど、錚々たる芸術家が集まった。

## 評価
マラルメの、高度に難解な思想の可能性は現代に入ってようやく理解され始めてきた。サルトル、ブランショらはマラルメの文学に関する思索と営為の可能性を示し、特に「書くとは何か｣という点でテル・ケル派や現代思想家、とりわけロラン・バルト、ミシェル・フーコー、デリダらにも影響を与えている。文学者クリステヴァらはマラルメを現代詩人のさきがけととらえ、詩人のイヴ・ボヌフォワは幾分かの留保をしつつも、積極的にマラルメの詩学について多くの思索を行っている。作曲家のピエール・ブーレーズもケージの『偶然性の音楽』に対してマラルメの『偶然性』をモチーフに『プリ・スロン・プリ』を作曲した。
※以上の記事は、（『集英社世界文学大事典　4巻』、1997年）にある「マラルメ」の項目を参照。

## 日本語訳
- 『マラルメ全集』、筑摩書房（全5巻）、1989年-2010年。
編集委員：渡邊守章、清水徹、阿部良雄、菅野昭正、松室三郎　
  - 第1巻「詩・イジチュール」　2010年 。
  - 第2巻「ディヴァガシオンほか 散文作品」別冊解題・註解、1989年。
  - 第3巻「言語・書物・最新流行」別冊解題・註解、1998年。
  - 第4巻「書簡 I」　1991年。
  - 第5巻「書簡 II」　2001年。
- 『マラルメ詩集』 渡邊守章訳注・解題、岩波書店〈岩波文庫〉、2014年。詳細な注解での新訳版。
- 『マラルメ詩集』 鈴木信太郎訳、岩波書店〈岩波文庫〉、1963年。旧訳版、上記全集の編集委員は弟子。
- 『西脇順三郎コレクション3 翻訳詩集　マラルメ詩集 ほか』 新倉俊一編、慶応義塾大学出版会、2007年。
  - 旧版『世界詩人選07 マラルメ詩集』 西脇順三郎訳、小沢書店〈小沢クラシックス 世界の詩〉、1996年。
- ステファヌ・マラルメ『詩集』 柏倉康夫訳、月曜社〈叢書・エクリチュールの冒険〉、2018年。
- 『ステファヌ・マラルメ 賽の一振りは断じて偶然を廃することはないだろう』 
フランソワーズ・モレル編著、柏倉康夫訳、行路社、2009年。原稿と校正刷、編者による出版 考察・解題
  - 改訂新版『賽の一振り』 月曜社〈叢書・エクリチュールの冒険〉、2022年
- 『骰子一擲』 秋山澄夫訳、思潮社、1972年（改訂版1984年、再訂版1991年）新装縮刷
- 『マラルメ詩集』 佐藤朔・立仙順朗共訳、ほるぷ出版、1983年

## 伝記・作品研究
- ポール・ヴァレリー 『マラルメ論叢　ヴァレリー全集7』 佐藤正彰ほか訳、筑摩書房、増補版1978年。
- アルベール・ティボーデ 『マラルメ論』 田中淳一・立仙順朗訳、沖積舎、1991年。
- ギィ・ミショー 『ステファヌ・マラルメ』 田中成和訳、水声社、1993年。
- ジャン＝ピエール・リシャール 『マラルメの想像的宇宙』 田中成和訳、水声社、2004年。
- ジャン＝リュック・ステンメッツ 『マラルメ伝-絶対と日々』 柏倉康夫・永倉千夏子・宮嵜克裕訳、筑摩書房、2004年。
- イヴ・ボヌフォワ 『マラルメの詩学』 阿部良雄・菅野昭正訳、筑摩書房、2003年。
- ゴードン・ミラン 『マラルメの火曜会-神話と現実』 柏倉康夫訳、行路社、2012年。
- 柏倉康夫 『生成するマラルメ』青土社、2005年。
- 柏倉康夫 『マラルメ探し』青土社、1992年。
- 柏倉康夫 『マラルメの火曜会-世紀末パリの芸術家たち』丸善〈丸善ブックス〉、1994年。
- 『臨時増刊 ユリイカ-総特集ステファヌ・マラルメ』青土社、1986年9月。
- 菅野昭正 『ステファヌ・マラルメ』中央公論社、1985年。読売文学賞受賞。前半生まで